# Liste der Monuments historiques in Cognat-Lyonne
Die Liste der Monuments historiques in Cognat-Lyonne führt die Monuments historiques in der französischen Gemeinde Cognat-Lyonne auf.

## Liste der Bauwerke
| Bezeichnung          | Beschreibung                       | Standort | Kennzeichnung | Schutzstatus | Datum | Bild           |
| -------------------- | ---------------------------------- | -------- | ------------- | ------------ | ----- | -------------- |
| Château de Rilhat    | Schloss, erbaut im 15. Jahrhundert | (Lage)   | PA00093392    | Inscrit      | 1990  | weitere Bilder |
| Kirche Ste-Radegonde | Erbaut im 12. Jahrhundert          | (Lage)   | PA00093064    | Classé       | 1862  | weitere Bilder |